# Thyene striatipes
Thyene striatipes är en spindelart som först beskrevs av Lodovico di Caporiacco 1939.  Thyene striatipes ingår i släktet Thyene och familjen hoppspindlar. Inga underarter finns listade i Catalogue of Life.